# Európai Közösség
Az Európai Közösség (EK) egy nemzetközi szervezet. Az Európai Unió (EU) három pillére közül ez az első pillérnek, az Európai Közösségeknek a legfontosabb része.

## Története
Az EK-et a Maastrichti szerződés hozta létre 1992-ben az Európai Gazdasági Közösségből (EGK) úgy, hogy nevéből kivette a „gazdasági” jelzőt. Az EK szinte azonos az 1992 előtti Európai Közösségekkel, mivel abban az EGK melletti másik két közösség hatásköre nagyon korlátozott volt. Ugyanakkor az EK az 1992 utáni Európai Közösségeknek is legfontosabb eleme. Az elnevezések hasonlósága sok zavar forrása.

### A 12 alapító ország
- Belgium
- Dánia
- Egyesült Királyság
- Franciaország
- Görögország
- Hollandia
- Írország
- Luxemburg
- Németország
- Olaszország
- Portugália
- Spanyolország

EK/EU 1957-2020

Az Európai Szén- és Acélközösséget létrehozó 1951-es Párizsi szerződés hatálya 2002. július 23-án lejárt, és mivel feleslegesnek ítélték, nem is próbálták megőrizni; kötelezettségei és jogai az Európai Közösségre szálltak.

## Gazdaságpolitikája
Az EGK-hoz hasonlóan célja a tőke, a munkaerő, az áruk és a szolgáltatások szabad áramlásának megteremtése, az egységes belső piac létrehozása, a nemzeti gazdaságpolitikák összehangolása az Európai Unióban.